# 2002 CW154
2002 CW154 est un objet transneptunien faisant partie des cubewanos. 

## Caractéristiques
2002 CW154 mesure environ 231 km de diamètre, son orbite est très mal connue à cause d'un arc d'observation d'une seule journée.